# Egira
Egira (en griego: Αιγείρα Egíra, en griego antiguo: Αἴγειρα o Αἰγείρα Áigeira o Aigéira) es una localidad en la unidad periférica de Acaya, en la periferia de Grecia Occidental. En el año 2011, la población de su unidad municipal ascendía a 2626 habitantes, y en 2021 la comunidad local tenía 1309. Tiene una superficie de 103 646 km2. En ese mismo año pasó a formar parte del municipio de Egialea.
La unidad municipal se extiende desde el golfo de Corinto, donde se encuentra la ciudad de Egira, hasta las montañas del sur. Se encuentra a 26 km al sureste de Egio, a 55 km al noroeste de Corinto y a 55 km al este de Patras.

## Origen de la ciudad
Según Pausanias, anteriormente se había llamado Hiperesia (en griego antiguo Ύπερησία, hyperēsía), nombre usado por Homero en el Catálogo de las naves de la Ilíada como una de las ciudades que formaron parte del contingente aqueo durante la Guerra de Troya. Ícaro, un atleta de la Olimpiada XXII, que ganó en la prueba del estadio en 688 a. C., era natural de esta ciudad. mientras que Cratino, ganador del premio olímpico de lucha infantil en 260 a. C., es nombrado ciudadano de Egira.
Fue fundada por pelasgos, posteriormente colonizada por jonios y más tarde llegó a ella Tisámeno al frente de los aqueos. 
El nombre de Egira le fue puesto cuando los jonios la poblaron. El mito dice que un ejército de sicionios se dispuso a invadir su territorio, y como los habitantes de Hiperesia no se veían capaces de hacerles frente, reunieron todas las cabras que tenían en la región y les ataron antorchas a los cuernos y, cuando era noche avanzada las encendieron. Los sicionios pensando que las llamas procedían de los aliados de la ciudad, se retiraron. La ciudad entonces cambió su nombre a Egira, cuyo significado está relacionado con las cabras.

## Historia

### Prehistoria
| Período                | Fecha aproximada     |
| ---------------------- | -------------------- |
| Neolítico Medio        | c.5800–c.4500 a. C.  |
| Neolítico Final        | c.4500–c.3100 a. C.  |
| Heládico Antiguo I     | c.3100–c.2700 a. C.  |
| Heládico Antiguo II    | c.2700 –c.2200 a. C. |
| Heládico Antiguo III   | c.2200–c.2000 a. C.  |
| Heládico Medio I       | c.2000–c.1900 a. C.  |
| Heládico Medio II      | c.1900–c.1700 a. C.  |
| Heládico Medio III     | c.1700–c.1600 a. C.  |
| Heládico Reciente I    | c.1600–c.1450 a. C.  |
| Heládico Reciente II   | c.1450–c.1400 a. C.  |
| Heládico Reciente IIIA | c.1400–c.1300 a. C.  |
| Heládico Reciente IIIB | c.1300–c.1180 a. C.  |
| Heládico Reciente IIIC | c.1180–c.1050 a. C.  |

El asentamiento de Egira se remonta al Neolítico Medio  y al Neolítico Final, comenzando en torno al 5500 a. C. El primer asentamiento estaba situado en la acrópolis, y ha proporcionado evidencias de cerámica, incluyendo vasijas probablemente utilizadas en la producción de queso. También se ha encontrado una pequeña cantidad de hojas de obsidiana de este periodo, con material procedente de Milos. Se han encontrado algunas pruebas de asentamientos neolíticos en una meseta inferior, aproximadamente a 150 m al este de la acrópolis.
Los patrones de asentamiento alrededor del golfo de Corinto en el Neolítico Final muestran unos pocos «sitios principales» y un número mucho mayor de asentamientos aparentemente transitorios, utilizados sólo brevemente antes de ser abandonados. En el período heládico temprano (que comienza alrededor del 3100 a. C.), los asentamientos parecen volverse más permanentes, siendo utilizados a lo largo de múltiples fases cronológicas, y estar implicados en contactos más intensos entre sí, particularmente el intercambio marítimo. Aunque hay muchas evidencias de continuidad social y cultural en Egira entre el Neolítico Final y el Heládico Antiguo, especialmente en lo que se refiere a los patrones de producción y consumo de alimentos, también hay signos de desarrollo tecnológico, sobre todo en la producción de cerámica a temperaturas más altas, el uso de fibras de lino en los tejidos, y posiblemente la adición de arsénico al cobre en la metalurgia.
En el periodo Heládico Antiguo II, el emplazamiento de la acrópolis fue abandonado y el asentamiento se trasladó a un lugar más bajo y fértil en Kassaneva, cerca del arroyo de Krios. La acrópolis fue reocupada en el periodo heládico medio: se conservan pocas pruebas de esta fase, aunque las que existen apuntan a nuevas conexiones culturales con el Peloponeso occidental. 
Se sabe relativamente poco de Egira durante la mayor parte del Período Heládico Reciente.  Se ha propuesto Aigeira como el centro de uno de los dos estados micénicos supuestamente existentes en Acaya, pero no se han encontrado signos de estructuras palaciegas o administración en el sitio, por lo que es difícil argumentar que era el centro del sistema estatal visto en centros palaciegos contemporáneos como Micenas o Pilos. De hecho, el nivel relativamente bajo de monumentalidad encontrado en tumbas y edificios de este período sugiere que las élites locales, aunque indudablemente evidenciado por el uso de tumbas de cámara, no poseían la capacidad de movilizar incluso cantidades relativamente pequeñas de mano de obra cualificada, a diferencia de las élites palaciegas contemporáneas de otros lugares. Además, la falta de tumbas de tipo tholos en los alrededores, que están estrechamente asociadas con las élites palaciegas en otros yacimientos micénicos, carece de una explicación concluyente: se ha argumentado que esta situación puede representar la falta de penetración de las estructuras sociales palaciegas, o tal vez que los centros distantes como Micenas y Egina, fueron capaces de inhibir el crecimiento de las élites aqueas, si no de controlarlas directamente. 
Solo se conocen unas pocas piezas de cerámica del período Heládico Reciente (LH IIIB), la mayoría encontradas en las terrazas bajo la acrópolis, y es posible que el asentamiento se trasladara a otro lugar, quizás más cerca de la costa, durante el Heládico Reciente, volviendo a su ubicación original a principios de Heládico Reciente IIIC.
En el período Heládico Reciente IIIC, el asentamiento parece haber sido destruido por un incendio y reconstruido poco después. De particular interés en esta fase es la importante muralla de fortificación construida en el lado oriental del nuevo asentamiento, la única estructura de este tipo conocida de este período en el continente griego, y uno de los dos únicos ejemplos contemporáneos conocidos en el mar Egeo (junto con Naxos). Inusualmente para los sitios del Egeo en este período, parece haber sido una época de ocupación, crecimiento y prosperidad sostenidos: las excavaciones entre 2011 y 2016 encontraron evidencia de una ciudad baja, de aproximadamente 12 000 m2 de superficie, centrada en la acrópolis y ocupada durante numerosas fases cronológicas en el Heládico Reciente. La distribución de los hallazgos de cerámica, en particular los pithoi, llevó a los excavadores a la conclusión de que se trataba de un asentamiento compuesto por hogares, caracterizado por el almacenamiento y la producción de bienes, así como por la celebración de banquetes. De este periodo data también una sala de culto con fines religiosos. Las evidencias de las prácticas cerámicas sugieren un grado de continuidad cultural con la época anterior a la destrucción, con formas micénicas características que siguen siendo fabricadas.
Se han encontrado tumbas relacionadas con Egira que datan de la primera parte del Heládico Reciente III, incluidas las tumbas de cámara excavadas por el arqueólogo griego Nikolaos Verdelis en 1956 en Lykovouno/Derveni, aproximadamente a 1,2 km al sureste del asentamiento. En el Heládico Reciente IIIC, estas tumbas siguieron reutilizándose, pero se observan algunas innovaciones en la práctica funeraria: en lugar de reabrir las cámaras e inhumar nuevos cuerpos, se excavaron zanjas rectangulares, conocidas como «dormitorios», en el suelo de las tumbas.

### Edad del Bronce-época arcaica
Como muchos yacimientos del Egeo, Egira fue abandonada a finales de la Edad del Bronce, tras la destrucción del yacimiento a finales de Heládico Reciente  IIIC. La ocupación comenzó de nuevo en la segunda mitad del siglo VIII a. C., probablemente asociada al santuario del yacimiento, e incluyó zonas de la ciudad baja previamente ocupadas en Heládico Reciente IIIC. Se conocen algunas fortificaciones parciales de la época arcaica, que cubren una superficie de unas 3,5 hectáreas.

### Períodos clásico y helenístico

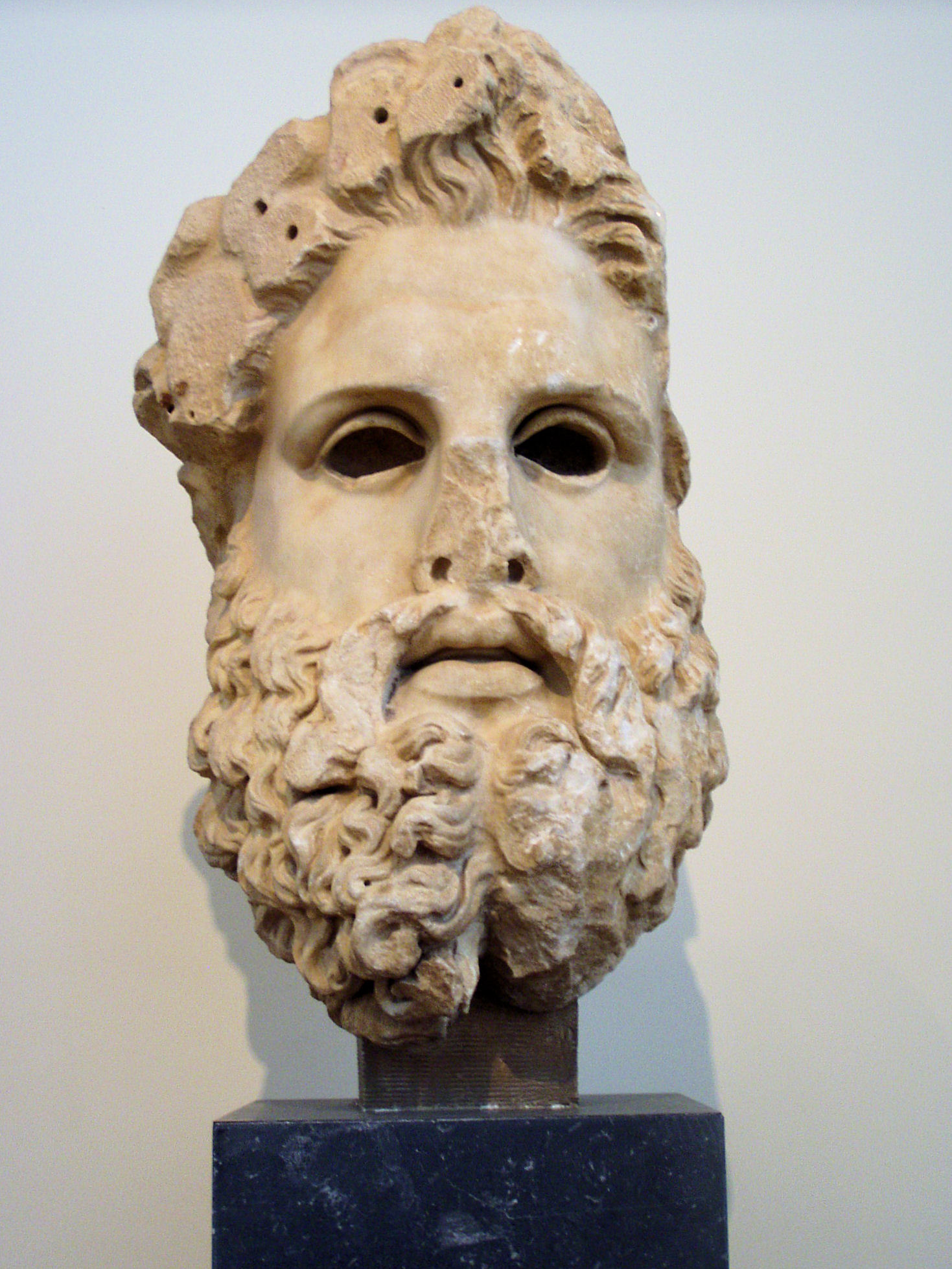
Gran busto de Zeus encontrado en Egira. Museo Arqueológico Nacional de Atenas.

Fue una de las doce ciudades de la Liga Aquea durante su primer período de existencia a principios del siglo IV a. C., y de nuevo cuando fue refundada en el 284 a. C. tras desaparecer poco después del 323 a. C. A principios del siglo IV a. C., la cercana ciudad de Egas parece haber sido abandonada o despoblada, y sus ciudadanos incorporados al cuerpo ciudadano de Egira. Tal vez en conmemoración de este hecho, las monedas de Egira comenzaron a utilizar el símbolo de una cabra, utilizado anteriormente en la acuñación de Egas, y continuaron haciéndolo durante todo el período clásico y helenístico. En 220 a. C. fue atacada por los etolios desde la Lócrida. 
En el período helenístico parece haber tenido una fase de gran crecimiento, con el tamaño del asentamiento aumentando hasta catorce veces, quizás debido al dinero de la Liga Aquea. La ciudad fue fortificada nuevamente en este período con un recinto de murallas, que abarcaba alrededor de 50 ha. Excavaciones hechas a finales del siglo XX descubrieron un complejo de edificios, conocido como la «casa de huéspedes», que data aproximadamente de mediados del siglo IV a. C. Se ha sugerido que este edificio, que incluía suelo de mosaico, fue residencia de delegaciones diplomáticas extranjeras. Se utilizó hasta el siglo I a. C., momento en el que se había ampliado y modificado varias veces y ocupaba una superficie de unos 1000 m2.
Junto con las demás ciudades de la Liga Aquea, Egira luchó junto a Filipo V de Macedonia contra la Liga Etolia en la Guerra social de 220-217 a. C. En las primeras etapas de la guerra, en 219 a. C., la ciudad fue atacada y ocupada temporalmente por fuerzas de los etolios  que habían zarpado de la ciudad de Eantea en Lócrida Ozolia, pero fueron rechazados. Se ha conjeturado que un tesoro de casi 600 monedas de plata, encontrado en la llamada «casa de huéspedes», fue escondido allí en el curso de esta incursión.
En el siglo II de nuestra era, cuando Pausanias la visitó, la ciudad constaba de dos partes, ambas conocidas como ‘Egira’: un puerto en el golfo de Corinto y una ciudad alta o acrópolis, a 12 estadios (2 km) del puerto. Entre 150 y 250 a. C. aproximadamente, el puerto natural se complementó con construcciones de hormigón, en particular dos rompeolas levantados con opus caementicium. Es posible que existieran estructuras portuarias anteriores que quedaran cubiertas por obras romanas y por la actividad sísmica posterior. Siguió ocupada durante toda la época romana, y se construyeron nuevas estructuras hasta la Antigüedad tardía, a veces reutilizando expolios de edificios anteriores.
En el siglo III, un gran movimiento sísmico dejó las estructuras portuarias aproximadamente cuatro metros por encima del nivel del mar, inutilizando el puerto. Este acontecimiento puede estar relacionado con un terremoto del mismo siglo que destruyó la ciudad. Sufrió un período de decadencia en los siglos IV y V, con un aparente descenso de la población y la conversión de muchos edificios públicos y templos en talleres.

### Período medieval
La acrópolis siguió ocupada al menos hasta el siglo XII, como atestiguan los hallazgos de monedas y cerámica. En algún momento de este periodo se construyó un nuevo acueducto, y el lugar fue refortificado con un muro perimetral que incorporaba muchos expolios antiguos, que probablemente datan aproximadamente de los siglos XI-XII.

### Época moderna
Alrededor de 1900, se construyeron las llamadas «casas de los recolectores de pasas», utilizando expolios de la antigua ciudad, que parece que en esta época se utilizaba como una gran cantera.

## Arqueología

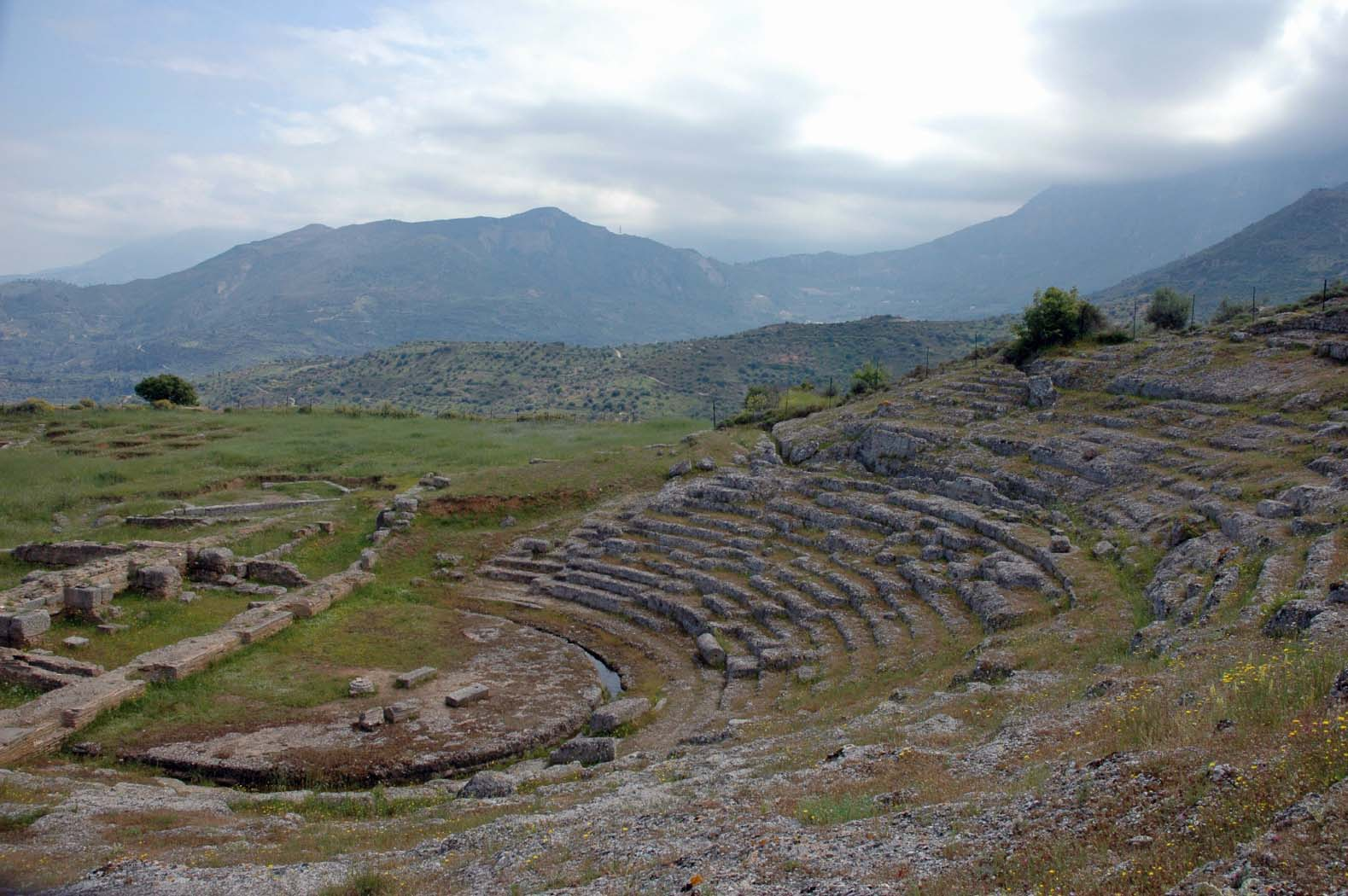
Teatro de Egira.

### Excavaciones
Las primeras excavaciones fueron parciales y poco documentadas. A finales del siglo XIX, el arqueólogo griego Valerios Stais descubrió una inscripción con parte del Edicto sobre Precios Máximos de Diocleciano, promulgado en el año 301, aunque no consignó ni las circunstancias precisas ni la ubicación de los hallazgos. Durante su exploración del Peloponeso en 1836, William Martin Leake descubrió los restos del puerto en una pequeña cala conocida entonces como Mavra Litharia, pero atrajeron poca atención arqueológica hasta la década de 1990. En 1904, Hans Schrader se hizo con objetos de una tumba micénica, pero la excavación que los desenterró ha quedado sin documentar.
Las primeras excavaciones formales tuvieron lugar en 1916 y 1925 bajo la dirección de Otto Walter y el Instituto Arqueológico Austriaco de Viena. Walter descubrió el teatro helenístico, así como tres naiskoi en la zona.
En 1972 se reanudaron las excavaciones bajo la dirección de Wilhelm Alzinger, que las dirigió hasta 1988. Sus excavaciones se centraron en la acrópolis, el teatro, las ruinas del templo de Zeus y el espacio entre el teatro y el templo de Zeus. Cerca del teatro se descubrieron nuevas naiskoi, entre ellas una con un mosaico de guijarros en el suelo que representaba un águila con una serpiente, así como el Tiqueon (santuario de Tique) descrito por Pausanias. Entre 1975 y 1980, también se descubrió gran parte de la «ciudad baja». Bajo la dirección de Alzinger, Sigrid Deger-Jalkotzy trabajó en las excavaciones de 1975 a 1986, principalmente analizando y documentando la cerámica micénica tardía.
Las excavaciones realizadas entre 1990 y 1997, bajo la dirección de Anton Bammer, se centraron en un estudio de la zona urbana e investigaron, entre otras cosas, el suministro de agua y los espacios públicos de la ciudad. Georg Ladstätter dirigió las excavaciones a partir de 1998, centrándose en el suministro de agua y en los edificios domésticos.
Desde 2002, las excavaciones están bajo la jurisdicción del Instituto Arqueológico Austriaco de Atenas. En 2007, se descubrió y definió la llamada «capa prehistórica», proporcionando la primera prueba de habitación en Egira antes de la Edad de Bronce. Desde 2011 hasta 2018, se llevaron a cabo excavaciones en el teatro, bajo la dirección de Walter Gauss.

### Construcciones y hallazgos
Egira estaba situada a unos 1,5 km al sur de la costa septentrional de la península del Peloponeso, en el golfo de Corinto. Junto con Pelene era la ciudad más oriental de Acaya. La acrópolis de Egira estaba situada en una colina de unos 650 m de altura. La ciudad ofrecía una buena vista del golfo de Corinto y del monte Parnaso, ya que estaba situada casi enfrente de Delfos. Del mismo modo, la ubicación de la ciudad le daba una buena vista de la bahía.
El puerto de Egira tiene que haber estado situado en la pequeña ensenada de Mavra Litharia, mientras que la ciudad estaba situada en laderas empinadas a 40 estadios del mar (7,5 km), en la colina de Bura, sobre el paso de Mavra Litharia. La ciudad tenía una superficie aproximada de 0,5 km2. Estaba rodeada de murallas. La acrópolis estaba situada en la parte sur de la ciudad y la ciudad baja en la ladera norte de la acrópolis.
Los restos más antiguos incluyen cerámica del Neolítico y del Calcolítico. En la acrópolis, y también en zonas inferiores, se hallaron restos de un asentamiento micénico de la Edad del Bronce tardía cuya superficie se ha calculado que abarcaba 12 000 m2. Además de los restos de muros, pertenecen a este periodo diferentes hallazgos de cerámica. Este asentamiento fue destruido por el fuego pero las causas del mismo no se han podido determinar.
Entre los restos hallados son destacables las murallas de Egira, que pertenecen a diferentes periodos. Un primer muro defensivo se construyó en el momento inmediatamente posterior a la destrucción que sufrió el asentamiento en época micénica, pero el anillo de fortificación más amplio se realizó a fines del periodo clásico o principios del helenístico.

#### Teatro

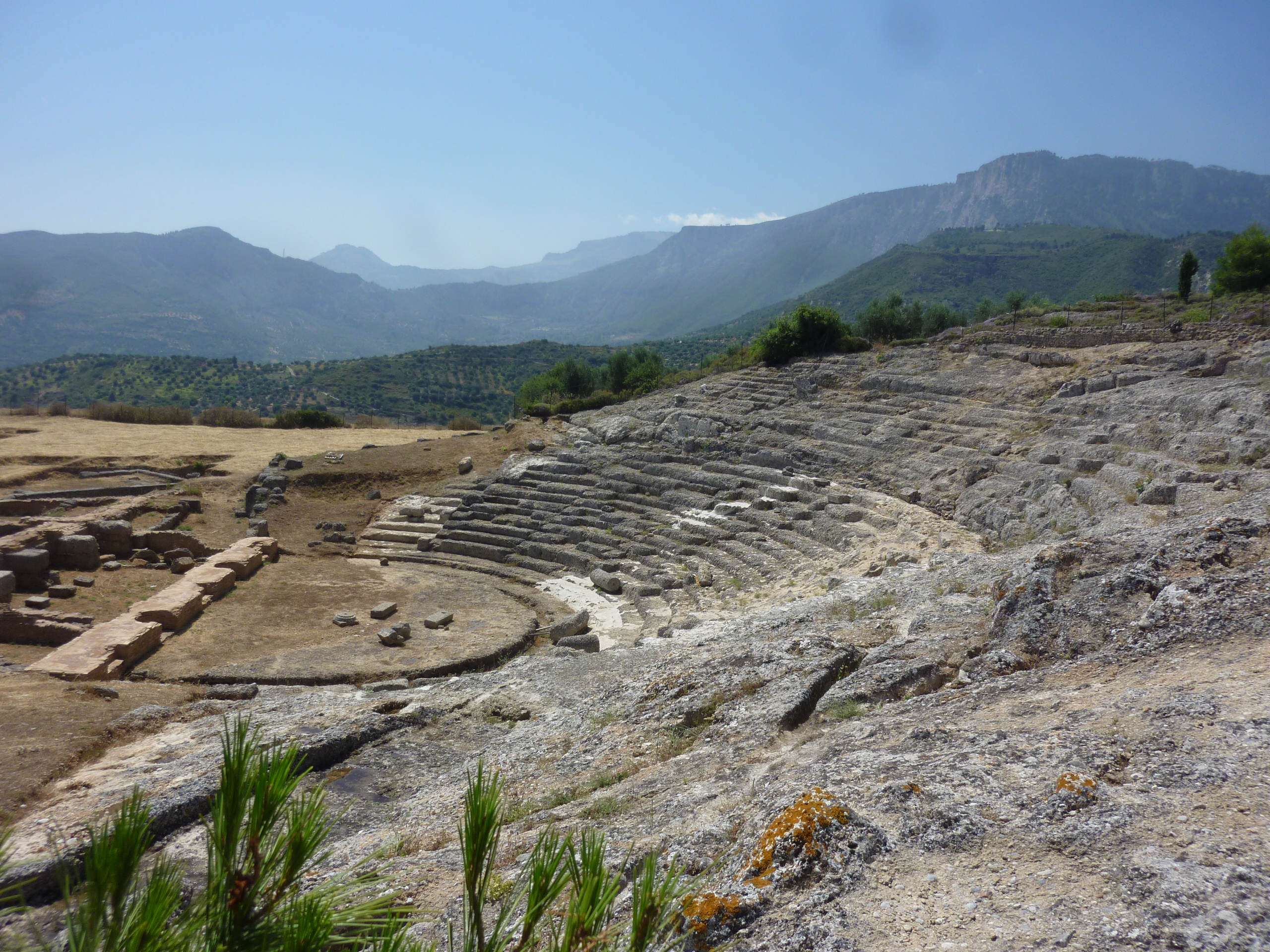

El teatro fue excavado en 1915 por el Instituto Arqueológico Austriaco de Atenas. Entre 2011 y 2015 se llevaron a cabo obras de restauración en el marco de la puesta en valor del yacimiento arqueológico de la antigua Egira.
El teatro de Egira es el edificio más famoso de la ciudad. Está situado en la ladera norte de la acrópolis, a unos 350 metros sobre el nivel del mar. Se construyó en el período helenístico, hacia 280-250 a. C., y se modificó en la época romana, bajo el emperador Adriano, hacia 117-138 a. C. Era el típico teatro griego semicircular con una orchestra circular en el centro. Estaba orientado al norte, hacia el golfo de Corinto. Gran parte de la cávea está excavada en la roca. Tenía capacidad para unos 3000 espectadores, con una longitud de 30,70 m. La skené, o edificio escénico, tenía originalmente dos pisos, pero en época romana llegó a tener tres, siendo su orden o estilo de dórico, jónico y corintio.

#### Otras construcciones

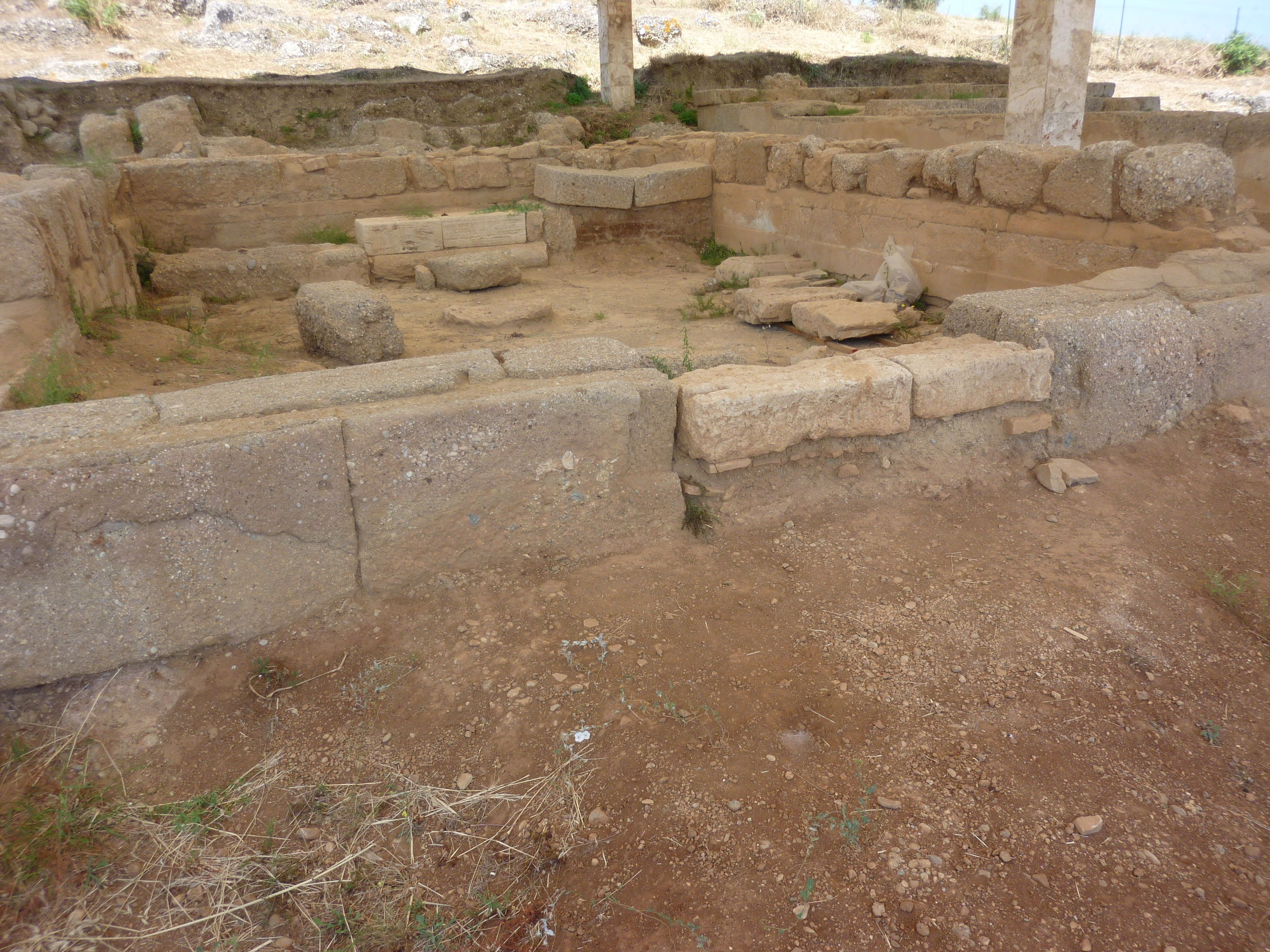

En el 900 a. C. se construyó en la acrópolis un primer santuario. Se modificó a lo largo de los siglos y seguía en uso en el 300 a. C. En la zona del santuario se han encontrado cimientos y tejas, así como numerosos exvotos. Al norte del teatro se han hallado los restos de dos templos. Uno de ellos contaba con una estatua sedente de Zeus construida con mármol pentélico por el ateniense Euclides. En dicho santuario había también una imagen de Atenea. En el otro templo había una estatua de Ifigenia, hija de Agamenón; se trataba de un templo que originariamente fue erigido para esta última, pero que después fue consagrado a Artemisa Agrótera. Este templo, situado en el camino a Pelene, conmemoraba el hecho de creer que Artemisa había dado consejos sobre la utilización de cabras contra los escitas.
También se alzaba un santuario de Apolo muy antiguo, tanto el propio edificio como las figuras de los frontones, y también era antigua, según Pausanias, la estatua de madera del dios desnudo, de gran tamaño, que quizá fuese obra de Láfaes de Fliunte. En un templo había estatuas en pie de Asclepio, y de Serapis e Isis en otro sitio, también éstas de mármol pentélico. Había otro edificio con una imagen de Tique con el cuerno de Amaltea, y una imagen de Eros a su lado y otra imagen de un héroe de la ciudad. A unos 40 estadios estaba la ciudad de Féloe, que contaba con un puerto y una fortaleza.
Se han encontrado barrios residenciales sobre todo en la ladera noroeste de la acrópolis. Se ha identificado un andrón de una casa construida en torno al 300 a. C., con espacio para once divanes y suelo decorado con un mosaico de guijarros. También se han encontrado numerosas inscripciones. A la ciudad llegaba un acueducto de agua procedente del sur, cuyo trazado se ha podido trazar a lo largo de varios kilómetros. Una parte discurría por un túnel.